# فرانسواز يي
فرانسواز يي (بالإنجليزية: Françoise Yip)‏ (و. 1972 – م) هي ممثلة، من كندا.

## وصلات خارجية
- فرانسواز يي على موقع IMDb (الإنجليزية)
- فرانسواز يي على موقع ألو سيني (الفرنسية)
- فرانسواز يي على موقع أول موفي (الإنجليزية)
- فرانسواز يي على موقع قاعدة بيانات الفيلم (الإنجليزية)
- فرانسواز يي على موقع كينوبويسك (الروسية)